# Haukansaari (ö i Birkaland, Tammerfors)
Haukansaari är en ö i Finland. Den ligger i sjön Längelmävesi och i kommunen Orivesi i den ekonomiska regionen Tammerfors och landskapet Birkaland, i den södra delen av landet, 160 km norr om huvudstaden Helsingfors. Öns area är 14,3 hektar och dess största längd är 0,9 kilometer i öst-västlig riktning.